# شاطر گنبد
شاطر گنبد ساری مربوط به سدهٔ ۹ ه.ق است و در شهر ساری، بخش مرکزی، روستای بالادزا واقع شده و این اثر در تاریخ ۲۷ مرداد ۱۳۶۴ با شمارهٔ ثبت ۱۶۷۰ به‌عنوان یکی از آثار ملی ایران به ثبت رسیده‌است.